# Chaetomium globosum
Espèce
Chaetomium globosum est une espèce de champignons lignivores de l'ordre des Sordariales qui cause la pourriture molle.

## Description
Les périthèces renferment des asques octosporés (ou quadrasporés) et souvent des paraphyses qui lui donnent un aspect chevelu. Les ascospores sont sombres et monocellulaires.

## Conditions de développement
- température : résiste aux hautes températures, optimum de 25 à 30 °C ;
- humidité du bois très élevée (supérieure à 50 %) ;
- développement favorisé par la présence de sels minéraux ;
- se développe principalement sur les feuillus, qu'il dégrade en profondeur et aussi sur les résineux, où la dégradation est moins intense.